# Sekundærrute 150
De Sekundærrute 150 is een secundaire weg in Denemarken. De weg loopt van Køge via Ringsted en Slagelse naar Korsør. De Sekundærrute 150 loopt over het eiland Seeland en is ongeveer 71 kilometer lang.

## Geschiedenis
De Sekundærrute 150 was oorspronkelijk onderdeel van de E20 tussen Kopenhagen en Korsør. Na de aanleg van de Vestmotorvejen kwam de E20 over de nieuwe autosnelweg te lopen. De oude E20 werd tussen Kopenhagen en Køge afgewaardeerd naar Sekundærrute 151 en tussen Køge en Korsør naar Sekundærrute 150.